# Boris Trajkovski Sports Center
Boris Trajkovski Sports Center er en multiarena i Skopje, Nordmakedonien med plads til 10.000 mennesker og 6.000 ved sportsbegivenheder. Arenaen blev derudover også benyttet ved EM i kvindehåndbold i 2022 og 2008. Anlægget er opkaldt efter den tidligere præsident, Boris Trajkovski, der døde i et flystyrt i 2004.
Byggeriet begyndte i juni 2004 med kommunen Skopje som hovedinvestor. Den blev introduceret som et af den tidligere borgmester Risto Penovs hovedprojekter. Den oprindelige frist fastsat af byens myndigheder for færdiggørelsen var et år, men den blev gentagne gange sat tilbage af problemer under byggeriet. I begyndelsen, mens man gravede fundamentet, brød underjordisk vand, og hele stedet blev oversvømmet. Dette medførte ekstra omkostninger på omkring en million euro, ved flere lejligheder forblev bykassen lav, hvilket til tider førte til standsning af genoptagelsen af byggearbejdet.